# Mi reflejo
Mi reflejo ist das zweite Studioalbum der US-amerikanischen Pop-Sängerin Christina Aguilera. Es wurde im Jahr 2000 veröffentlicht und ist eines von zwei Studioalben, das die Künstlerin komplett auf Spanisch einsang. Das Album enthält fünf spanischsprachige Fassungen von Liedern aus Aguileras Debütalbum und sechs neue Songs in spanischer Sprache.

## Hintergrund
Das Album sollte die lateinamerikanischen Wurzeln von Christina Aguilera zeigen. Sie spricht selber kein spanisch, versteht die Sprache allerdings, weil ihr Vater als gebürtiger Ecuadorianer zu Hause spanisch sprach. Im Frühjahr 2000 nahm Aguilera mit Musikproduzent Rudy Pérez die Lieder zum Album in Miami, Florida auf. Das Album sollte ursprünglich Latin Lover Girl heißen, wurde aber später in Mi reflejo umbenannt.
Die Ballade Si No Te Hubiera Conocido singt Aguilera im Duett mit dem jungen in Puerto Rico geborenen Sänger Luis Fonsi. Mit dem Stück Contigo En La Distancia befand sich ein traditionelles Lied auf dem Album, das zuvor bereits von Tito Puente und dem mexikanischen Popstar Luis Miguel interpretiert wurde. Die ins Spanische übersetzten Stücke des Debütalbums sind Genio Atrapado (Genie In A Bottle), Por Siempre Tú (I Turn to You), Una Mujer (What A Girl Wants), Mi Reflejo (Reflection) und Ven Conmigo (Come On Over).

## Kritik
Das Album wurde von den Kritikern gut aufgenommen. Überwiegend wurde es höher bewertet als Stripped. Stephen Thomas Erlewine von Allmusic beschreibt das Album als Remake des Debütalbums Christina Aguilera. Es sei zwar gut produziert, enthalte aber keine Highlights. Es handle sich um Musik für zwischendurch, die nicht so überzeuge wie die ihres Debütalbums.

## Titelliste
1. Genio Atrapado (David Frank, Pamela Sheyne, Rudy Perez, Steve Kipner) – 3:38
2. Falsas Esperanzas (Jorge Luis Piloto) – 2:57
3. El Beso Del Final (Franne Golde, Rudy Perez, Tom Snow) – 4:42
4. Pero Me Acuerdo De Ti (Rudy Perez) – 4:26
5. Ven Conmigo (Solamente Tu) (Johan Aberg, Paul Rein, Rudy Pérez) – 3:11
6. Si No Te Hubiera Conocido feat. Luis Fonsi (Rudy Perez) – 4:50
7. Contigo En La Distancia (César Portillo DeLaLuz) – 3:44
8. Cuando No Es Contigo (Manuel Lopez, Rudy Perez) – 4:10
9. Por Siempre Tu (Diane Warren, Rudy Perez) = 4:05
10. Una Mujer (Guy Roche, Shelly Peiken, Rudy Perez) – 3:14
11. Mi Reflejo (David Zippel, Matthew Wilder, Rudy Perez) – 3:38

## Kommerzieller Erfolg

### Chartplatzierungen
Mi reflejo debütierte auf Platz 27 in den Billboard 200. Zwei Lieder des Albums waren für den Latin Grammy Award nominiert: Genio Atrapado in der Kategorie Beste Weibliche Gesangs Performance (2000) und Pero Me Acuerdo De Tí als Aufnahme des Jahres (2001). Das Album war für den Grammy Awards 2001 in der Kategorie Bestes Latin Pop Album nominiert. Aguilera wurde dadurch die erste US-amerikanische Künstlerin, die einen Latin Grammy gewinnen konnte. Das Album war insbesondere in lateinamerikanischen Ländern wie Argentinien, Mexiko und Venezuela erfolgreich, wo es die Top Ten der Albumcharts erreichte.
| ChartsChartplatzierungen       | Höchstplatzierung | Wochen |
| ------------------------------ | ----------------- | ------ |
| Schweiz (IFPI)                 | 54 (2 Wo.)        | 2      |
| Vereinigte Staaten (Billboard) | 27 (18 Wo.)       | 18     |

### Auszeichnungen für Musikverkäufe
Das Album erhielt 2001 in den USA Sechsfach-Platin für über 360.000 verkaufte Einheiten.
| Land/Region               | Auszeichnungen für Musikverkäufe (Land/Region, Auszeichnung, Verkäufe) | Verkäufe |
| ------------------------- | ---------------------------------------------------------------------- | -------- |
| Argentinien (CAPIF)       | Platin                                                                 | 60.000   |
| Chile (IFPI)              | Gold                                                                   | 15.000   |
| Mexiko (AMPROFON)         | Platin                                                                 | 150.000  |
| Spanien (Promusicae)      | Platin                                                                 | 100.000  |
| Vereinigte Staaten (RIAA) | 6× Platin                                                              | 489.000  |
| Insgesamt                 | 1× Gold · 9× Platin ·                                                  | 814.000  |

Hauptartikel: Christina Aguilera/Auszeichnungen für Musikverkäufe